# Brunnenlebermoos
Das Brunnenlebermoos (Marchantia polymorpha) ist die wohl bekannteste Art der Marchantiopsida, sie wurde bereits von Linné beschrieben. Der Gattungsname ehrt den französischen Arzt, Apotheker und Botaniker Nicholas Marchant (?–1678).
Das Brunnenlebermoos war das Moos des Jahres 2013 in Österreich und Deutschland.

## Beschreibung
Der Thallus der Pflanze ist bandartig und bis zu 2 cm breit und 10 cm lang, an den Rändern mit deutlichen Einkerbungen und einer Mittelrippe. Wie bei allen Marchantiales ist die Unterseite des Thallus mit sogenannten Bauchschuppen versehen, beim Brunnenlebermoos sind es drei verschiedene Formen: große entlang der Mittelrippe, abgerundete am vorderen Rand des Thallus und lange, schmale auf der restlichen Unterseite. Gestalt und Kombination der Bauchschuppen sind ein taxonomisches Merkmal für die Bestimmung der Art.
Auf dem Thallus finden sich neben den mit bloßem Auge erkennbaren Poren die runden Brutbecher, in denen kleine, abgeflachte Brutkörper schwimmen. Wenn diese aus dem Brutbecher herausgeschwemmt oder -geschlagen werden, keimen sie am neuen Ort und ermöglichen der Pflanze so die vegetative Fortpflanzung.
Die einzelligen Rhizoiden, mit denen die Pflanze sich im Boden verankert, können über 1 cm lang werden, damit stellen sie die längsten Zellen in der Klasse der Lebermoose überhaupt dar.
Das Brunnenlebermoos ist zweihäusig. Die Gametangienträger (Gametangiophoren) sind mehrere Zentimeter hoch gestielte Thallusteile. Die männlichen Gametangienträger (Antheridiophoren) sind scheibenförmig mit schwach gelapptem Rand, die weiblichen (Archegoniophoren) hingegen sternförmig (schirmgestellartig mit 9–11 Strahlen). Aus den Antheridiophoren entlassene Spermatozoiden werden von Regentropfen unter die Schirmchen der Archegoniophoren gespritzt. Die danach aus den miteinander verschmolzenen Gameten entstehenden Sporophyten bestehen aus winzigen Kapseln, die sich an der Unterseite der Archegoniophoren bilden. Pro Pflanze werden dabei bis zu 7 Millionen Sporen gebildet.

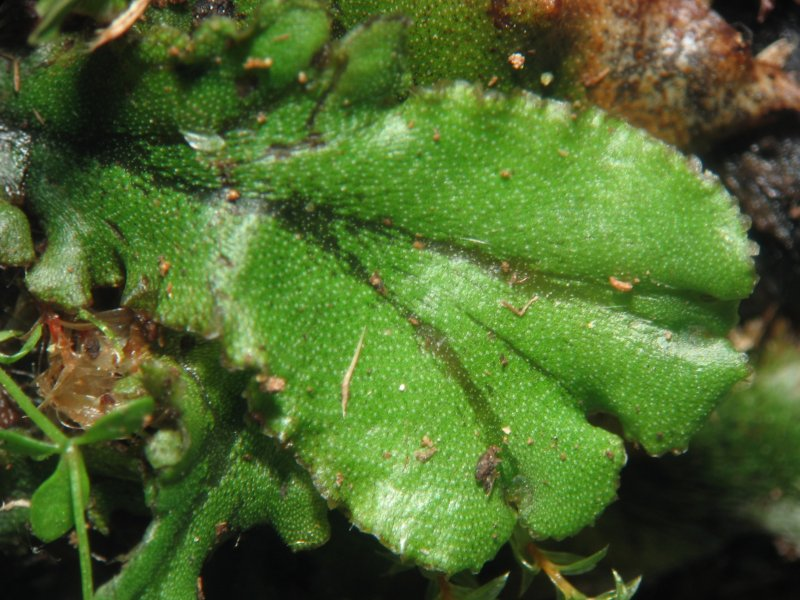
Detailaufnahme des Thallus

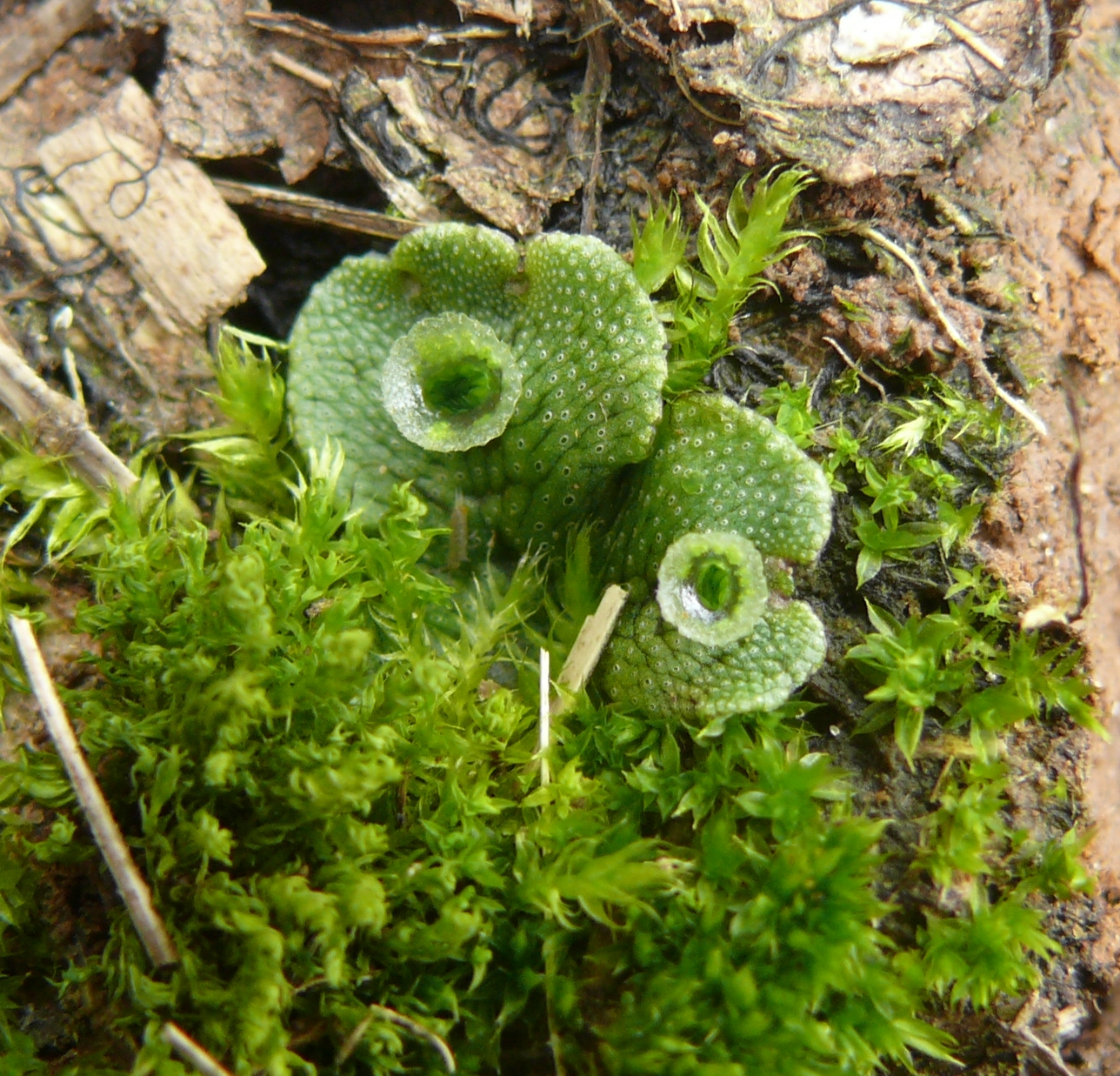
Unterart ruderalis mit Brutbechern

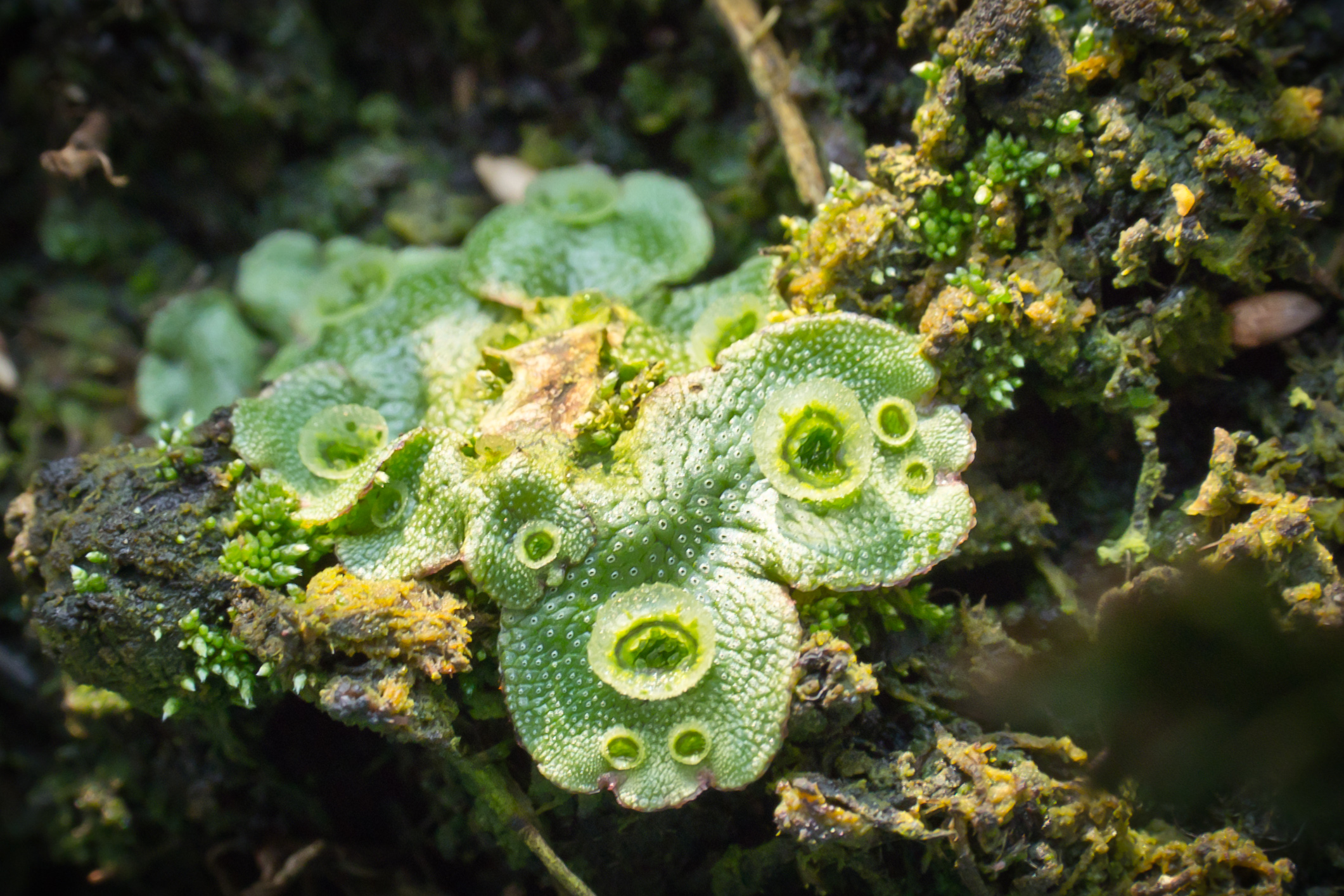
Brunnenlebermoos in Blumenkasten (Unterart ruderalis)

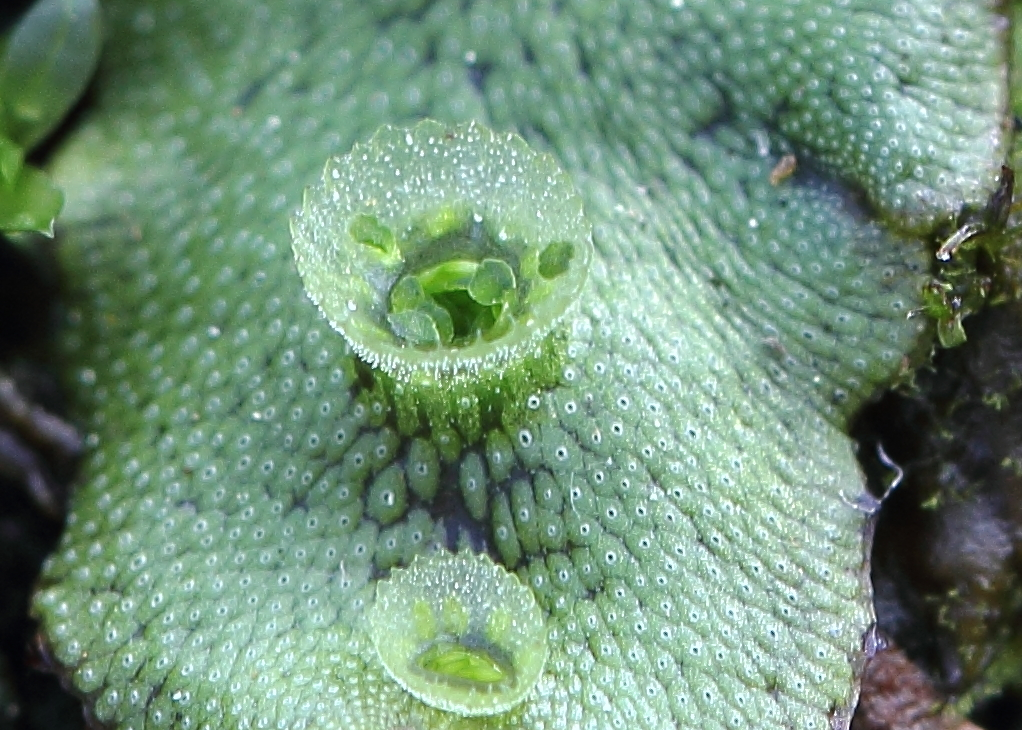
In den Bechern lassen sich bereits Jungpflanzen (Klone) erkennen, die mit den nächsten Regentropfen herausgeschleudert werden

## Verbreitung
Das Brunnenlebermoos ist die am weitesten verbreitete und zugleich eine der häufigsten Arten der Lebermoose. Es kommt weltweit auf allen Kontinenten, von den Tropen bis in arktische Regionen, vor. Für sein Gedeihen sind weder bestimmte Licht- noch Bodenverhältnisse relevant, nur eine gewisse Grundfeuchte ist wichtig. Die Pflanze gilt als unempfindlich gegen Luftverschmutzung und schwermetallresistent. Sie besiedelt nicht selten auch Standorte im städtischen Raum, vom Blumentopf bis zur Pflasterfuge.

## Systematik
Neben dem Typus (Marchantia polymorpha subsp. polymorpha) existieren zwei weitere Unterarten:
- Marchantia polymorpha subsp. ruderalis Bischl. & Boiss.-Dub.
- Marchantia polymorpha subsp. montivagans Bischl. & Boiss.-Dub.

## Verwendung
Brunnenlebermoos (früher auch Steinleberkraut und lateinisch Hepatica saxatilis genannt) wurde wegen seiner Ähnlichkeit mit Tierlebern früher als Heilmittel bei Lebererkrankungen (und wie andere „Lungenkräuter“ gegen Tuberkulose) gegeben, daher rührt der Name der gesamten Klasse. Als solches ist es mittlerweile außer Gebrauch.
In den letzten Jahren hat sich gezeigt, dass Lebermoose eine stark fungizide Wirkung haben und somit erfolgreich zur Behandlung von Haut- und Nagelpilzen eingesetzt werden können. Es wird berichtet, dass die Wirkung um ein Vielfaches stärker ist als bei kommerziell erhältlichen Fungiziden.

## Modelle

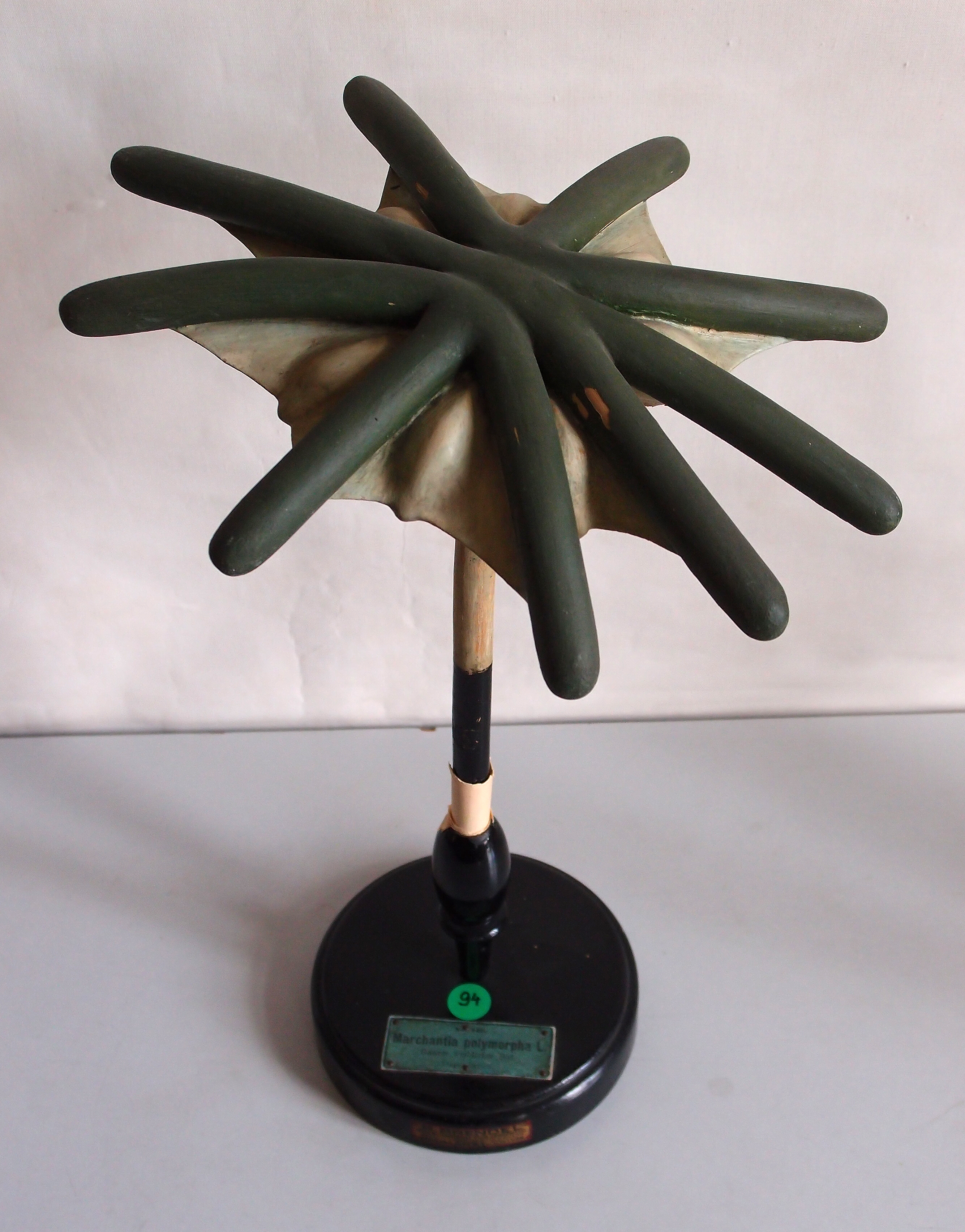
Ganzer weiblicher Hut
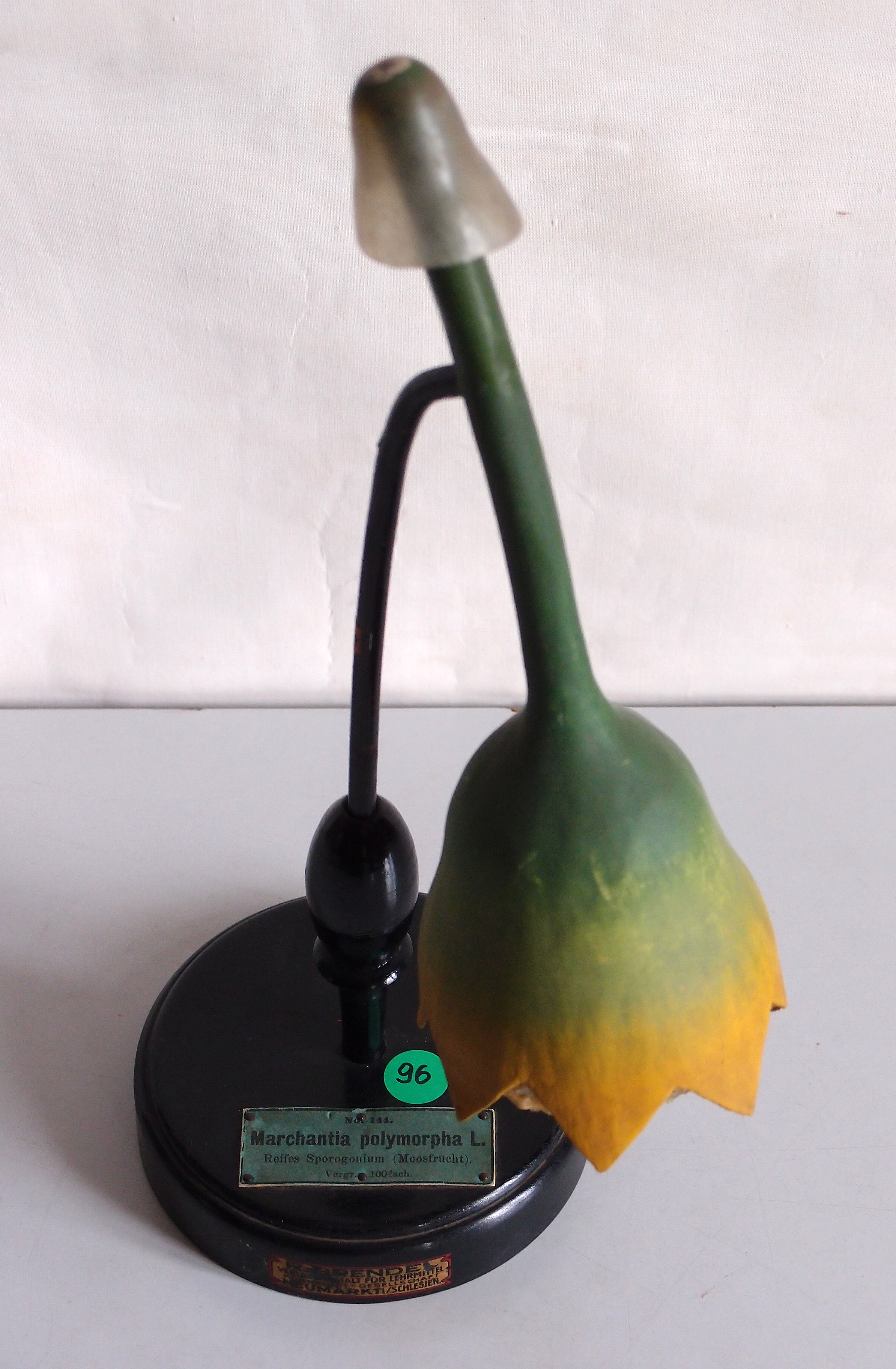
Sporangium
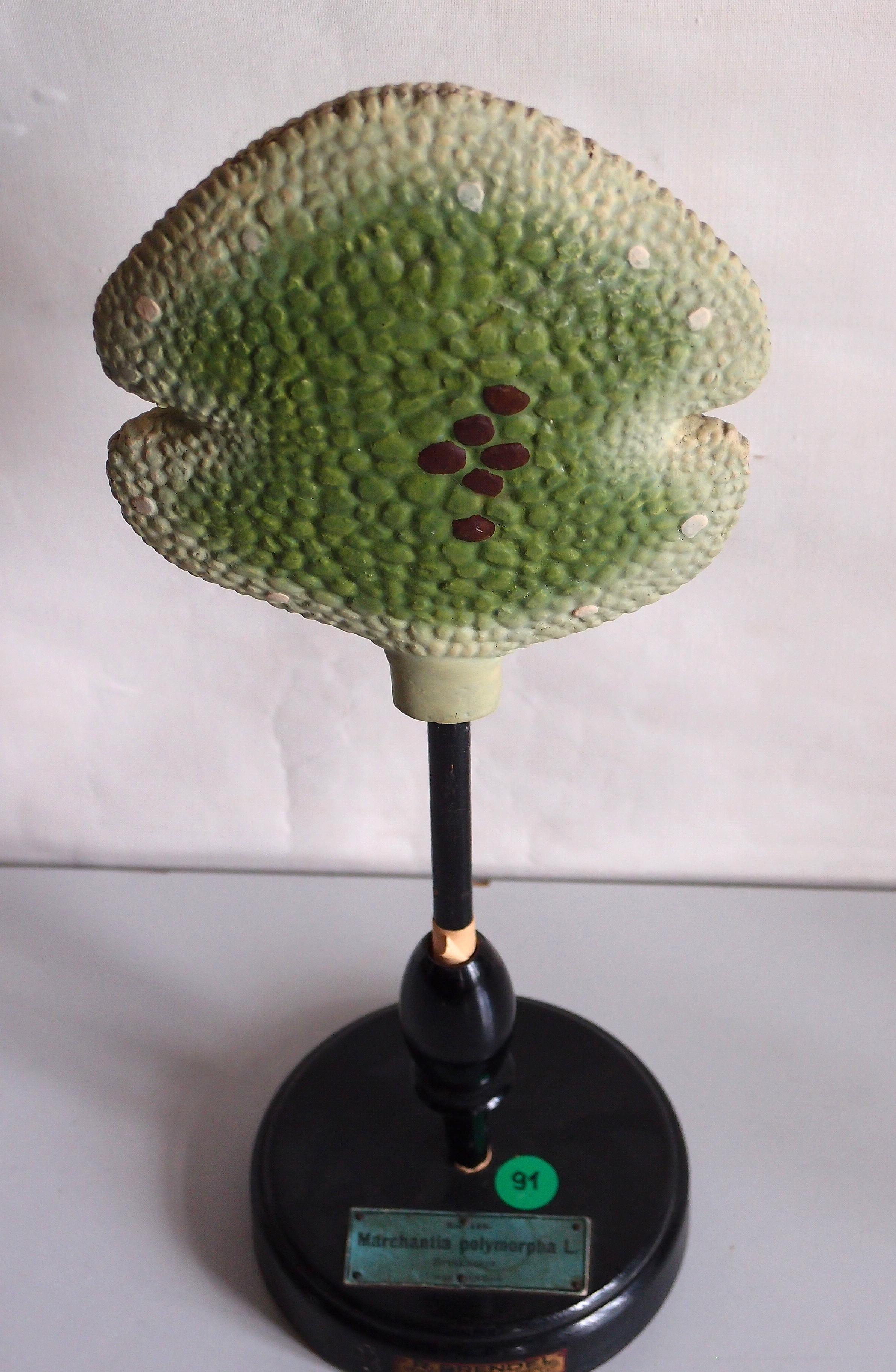
Brutknospe
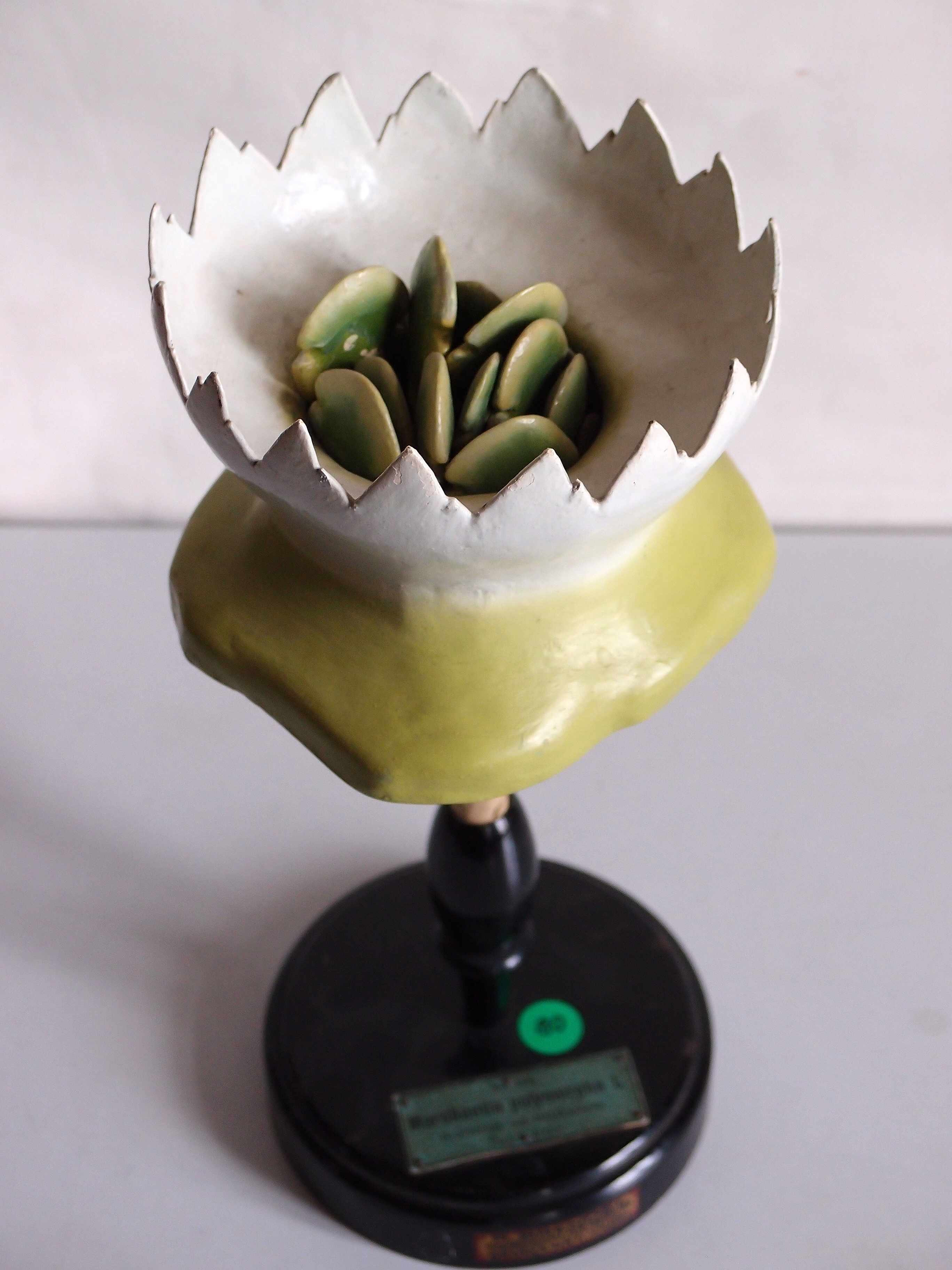
Brutbecher mit Brutknospen
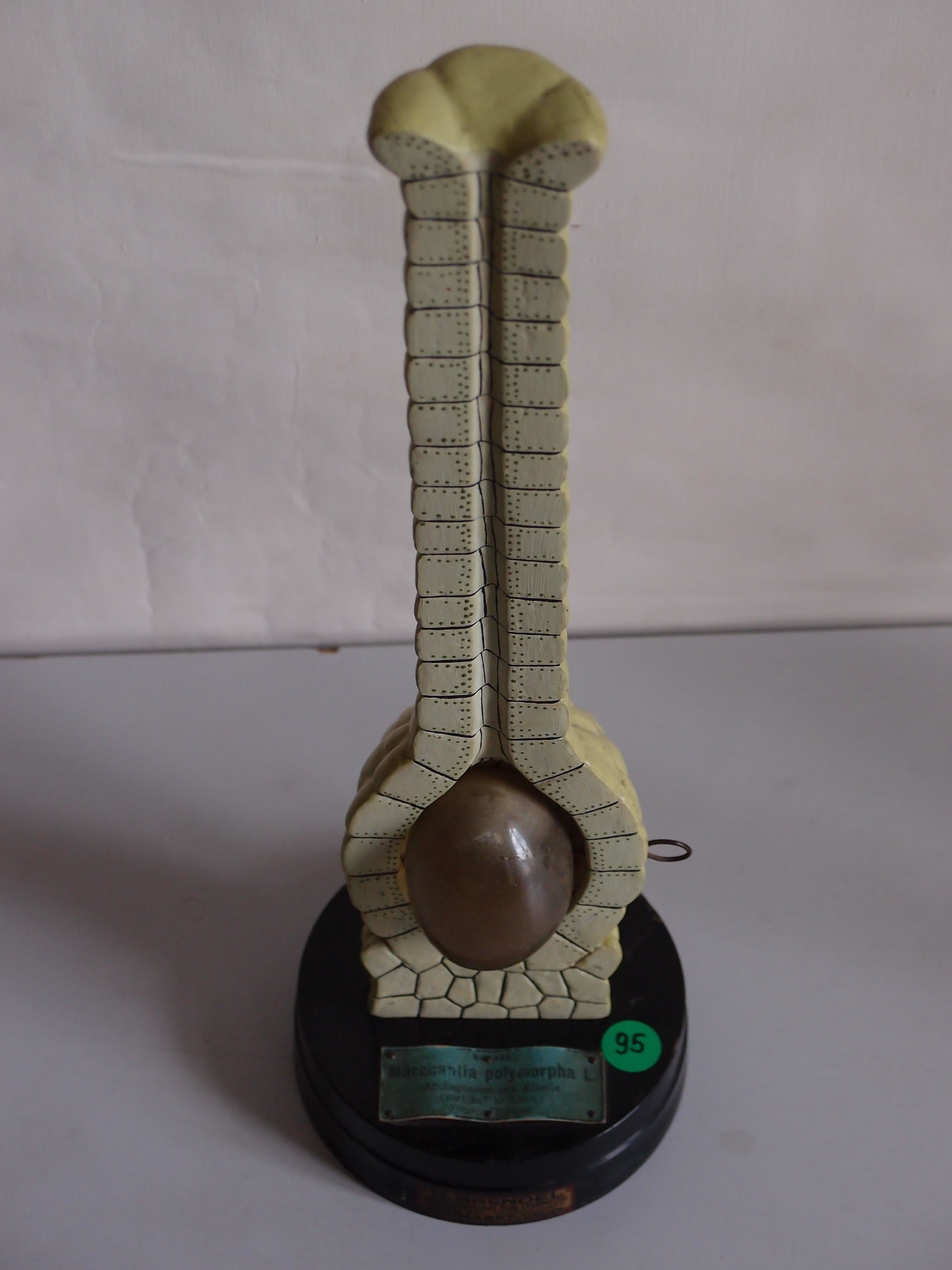
Archegonium